# Jason Brennan

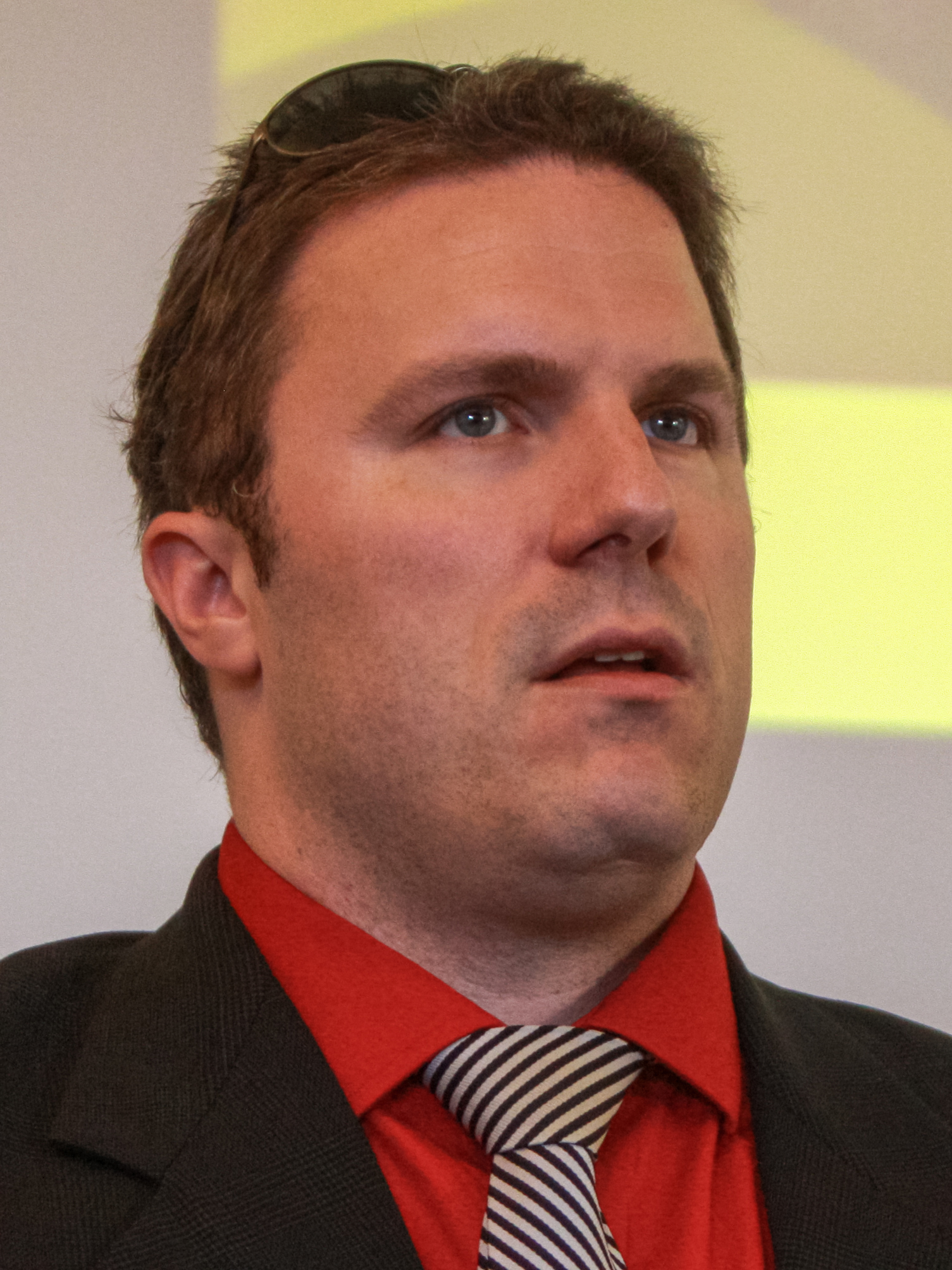
Jason Brennan, 2013

Jason F. Brennan (geboren 1979) ist ein US-amerikanischer Philosoph und Politikwissenschaftler. Die Washington Post nannte Brennan einen der führenden Wissenschaftler zu den Themen Wahlen und Politische Bildung.

## Leben
Brennan studierte Philosophie an der University of New Hampshire mit dem Abschluss B.A. Er erhielt seinen Master und wurde 2007 Ph.D. in Philosophie von der University of Arizona. Anschließend unterrichtete er Philosophie an der Brown University.
Heute ist er außerordentlicher Professor für Strategie, Volkswirtschaft, Ethik und Public Policy an der Washingtoner Georgetown University, die seine frühe Laufbahn intern mit dem „Distinguished Associate Professor Award“ auszeichnete, sowie Forschungsprofessor an der University of Arizona.
Brennan ist verheiratet, hat zwei Söhne und lebt in einem Vorort seiner Universitätsstadt Washington, D.C.

## Werk
Brennan beschäftigt sich mit Demokratietheorie, Ethik von Wahlen, Kompetenz und Macht, Freiheit und moralischen Fragen einer kommerziellen Gesellschaft.

### Gegen Demokratie
Sein Buch Gegen Demokratie behauptet, dass die Wähler nicht informiert genug seien, um eine vernünftige Wahlentscheidung zu treffen, und diskutiert alternative Formen der Machtbildung gegenüber dem allgemeinen Wahlrecht, z. B. durch sogenannte „informierte Eliten“ (vgl. Philosophenherrschaft) oder eine „Wählerzulassungsprüfung“
. Dies begründet er dadurch, dass die seiner Ansicht nach „besser Informierten“ Affirmative Action, Abtreibung, Freihandel und Steuererhöhungen zum Abbau von Staatsschulden befürworten sowie Schulgebete, harte Strafen für Gesetzesverstöße, Protektionismus und eine aggressive Militärpolitik ablehnen würden. Es wurde in 14 Sprachen übersetzt. Die deutsche Ausgabe erreichte Platz 33 der Spiegel-Bestsellerlisten.
Brennans These ist, dass Demokratie keinen prozeduralen, sondern lediglich einen instrumentellen Wert hat: «Wenn ich die Demokratie mit einem Hammer gleichsetze, will ich sagen, dass sie ein Mittel zum Zweck, aber kein Selbstzweck ist. Ich werde erklären, warum die Demokratie nicht an sich gerecht ist […] Die Demokratie kann lediglich instrumentellen Wert haben.» Das bedeutet, dass es vor allem um das Ergebnis des demokratischen Prozesses geht. Erst dadurch kann er behaupten, dass eben diese Ergebnisse gemäß verschiedensten Daten schlecht sind.
Die schlechten Ergebnisse der Demokratie hätten, so Brennan, mit dem zu tun, wie die Menschen «funktionierten». Er geht von «Drei Spezies von demokratischen Bürgern» aus, den Hobbits, Hooligans und Vulkaniern:
- Hobbits sind politisch gleichgültig, nicht informiert, beteiligen sich nicht an Wahlen und Abstimmungen
- Hooligans sind – wie der Name nahelegt – ideologisch unflexibel, halten sich an bestimmte fixierte politische Ansichten, ohne auf die Gegenposition einzugehen. Brennan geht davon aus, dass Stammwähler,  politische Aktivisten, registrierte Parteimitglieder und Politiker größtenteils Hooligans sind.[10]
- Vulkanier sind rational und orientieren sich an wissenschaftlichen Fakten, erwägen differenziert verschiedene Aspekte in Sachfragen und entscheiden gemäß ihrer vernünftigen Einschätzung und nicht nach politischer Zugehörigkeit (wie die Hooligans)

Eine weitere wichtige Voraussetzung neben der instrumentellen Charakterisierung der Demokratie (Ergebnisorientierung) und der Typisierung der demokratischen Bürger sind die folgenden drei Postulate, die gemäß Brennan für die Epistokratie sprechen:
1. Postulat der Wahrheit: «Es gibt richtige Antworten auf politische Fragen [...].»[12]
2. Postulat des Wissens: «Einige Bürger kennen diese Wahrheit besser als andere oder sind besser geeignet, sie zu erkennen.»[13]
3. Postulat der Autorität: Jene die mehr / besser Bescheid wissen, sollen auch mehr Macht erhalten

Brennan unterzieht mit diesen Voraussetzungen die Demokratie der Kritik. Er folgert aus seiner Einschätzung, dass eine Epistokratie, also eine Herrschaft der Wissenden, besser wäre, d. h. bessere Entscheide fällte, auch wenn er grundsätzlich nicht weiß, ob die Ergebnisse eines epistokratischen Modells, wie er es vorschlägt, tatsächlich bessere Ergebnisse liefern würde (was er auch zugibt). Aber er argumentiert dafür, es zu testen, da er davon ausgeht, dass die Ergebnisse demokratischer Herrschaftsformen nicht optimal sind. Brennan unterstreicht sein Anliegen wie folgt: «Die Epistokraten müssen nicht verlangen, dass die Macht in die Hände der Experten gelegt wird. Sie müssen lediglich verlangen, dass inkompetente oder unvernünftige Menschen nicht mit Macht über andere ausgestattet werden.»
Im 8. Kapitel «Die Herrschaft der Wissenden» erklärt Brennan mögliche Institutionalisierungen einer Epistokratie
1. Eingeschränktes Wahlrecht und Pluralwahlrecht: Man muss eine Prüfung machen, um das Wahlrecht zu erhalten. «Die Bürger genießen umfassende bürgerliche Rechte und können ihre politischen Meinungen frei äußern, ihre Vorstellungen veröffentlichen, protestieren – doch sie dürfen nicht automatisch wählen.»[16]
2. Wahlrechtslotterie: 1. Schritt: Vorwähler werden ausgelost; 2. Schritt: Vorwähler nehmen an einem «Kompetenzentwicklungsverfahren»[17] teil
3. Universelles Wahlrecht mit epistokratischem Veto: Ein epistokratischer Rat hat die Möglichkeit einzugreifen (analog einem Verfassungsgericht): «Aber er hat die Macht, Gesetze aufzuheben. Der epistokratische Rat kann die Umsetzung der politischen Entscheidungen anderer verhindern, selbst jedoch keine neuen Entscheidungen fällen.»[18]
4. Regierung durch simuliertes Orakel: Umfrage der politischen Präferenzen der Menschen (kombiniert mit demographischen Daten und politischen Grundkenntnissen). Mit diesen Daten werde simuliert, «was geschähe, wenn die demographischen Merkmale des Wahlvolks unverändert blieben, aber alle Bürger in Tests des objektiven politischen Wissens ausgezeichnete Noten erzielen würden. Wir können mit einem hohen Maß an Sicherheit bestimmen, was «das Volk» wollen würde, wenn es nur wüsste, worum es geht.»[19]

Kritik
Der prozedurale Wert (Deliberation) der Demokratie, d. h. die Mitsprachemöglichkeit wird von Brennan systematisch unterschätzt: «In Bezug auf Prozeduren und Strategien der Gesetzgebung und in Sachfragen ist der Informationsvorsprung der Repräsentierenden gegenüber den Stimmenden wahrscheinlicher, er nimmt aber bei zunehmender Intensität des Abstimmungskampfes ab (Kriesi 2008).»
Die Mehrheitsregel als Ausgangspunkt (thin-majoritarianism), den Brennan wählt, muss im Verhältnis von Institutionen, die nicht bloß nach dieser Regel ausgerichtet sind, betrachtet werden: Repräsentation, Partizipation, Föderalismus, Gewaltenteilung (non-majoritarianism). Der Ausschluss dieser Aspekte ignoriert wesentliche Gelingengsbedingungen von Demokratie, wie dies Cheneval (2015) formuliert, wenn er schreibt, dass es sich «beim partizipativen Entscheiden in der Demokratie nicht um ein Entscheiden und Regieren über Andere handeln muss, sondern dass allgemeine Gesetze beschlossen werden können, die für alle Mitentscheidenden bindenden Charakter haben. Es gibt kein moralisches Recht auf Demokratie, aber es gibt ein intrinsisch wertvolles Grundrecht aller der politischen Autorität Unterworfenen mitzubestimmen.»
Auf Deutsch
- Gegen Demokratie – Warum wir Politik nicht den Unvernünftigen überlassen dürfen. Ullstein, 2017, ISBN 978-3-550-08156-9

Auf Englisch
- A Brief History of Liberty. Wiley-Blackwell, 2010
- The Ethics of Voting. Princeton University Press, 2011
- Libertarianism: What Everyone Needs to Know. Oxford University Press, 2012
- Compulsory Voting: For and Against. Mit Lisa Hill. Cambridge University Press, 2014
- Why Not Capitalism? Routledge Press, 2014
- Markets without Limits. Mit Peter Jaworski. Routledge Press, 2015
- Against Democracy. Princeton University Press, 2016
- In Defense of Openness. Mit Bas van der Vossen. Oxford University Press, 2018
- When All Else Fails: The Ethics of Resistance to State Injustice (Princeton University Press, 2018)
- Cracks in the Ivory Tower. Mit Phil Magness (Oxford University Press, 2019)
- Good Work If You Can Get It: How to Succeed in Academia (Johns Hopkins University Press, 2020)